# Buckley Belanger
Pour les articles homonymes, voir Belanger.
Buckley Harold Belanger, né le 21 mars 1960 à l'Île-à-la-Crosse, est un homme politique provincial canadien de la Saskatchewan. 
Il représente la circonscription d'Athabasca à titre de député d'abord du Parti libéral et ensuite du Nouveau Parti démocratique de 1995 à sa démission en 2021. Durant son passage en politique provinciale, il occupe les fonctions de ministre de l'Environnement et de la Gestion des ressources, ministre associé aux Affaires intergouvernementales et autochtones et ministre des Affaires nordiques dans les cabinets des premiers ministres Roy Romanow et Lorne Calvert.
Il est aussi député fédéral libéral de la circonscription saskatchewanaise de Desnethé—Missinippi—Rivière Churchill depuis avril 2025. Le mois suivant, il entre au cabinet du premier ministre Mark Carney à titre de secrétaire d'État au Développement rural.

## Biographie
Né à Île-à-la-Crosse en Saskatchewan, Belanger entame sa carrière politique en servant comme maire de sa ville natale et une carrière publique en tant que journaliste et administration à la Missinipi Broadcasting Corporation (en).
Originairement élu du député libéral dans Athabasca en 1995, il démissionne et se représente lors d'une élection partielle mais à titre de candidat néo-démocrate en 1998. Réélu lors de cette élection partielle, il est réélu en 1999, 2003, 2007, 2011, 2016 et en 2020.
En 2001, il se présente lors de la course à la direction du Nouveau Parti démocratique de la Saskatchewan (en) déclenchée suite à décision de Roy Romanow de démissionner. Belanger finis alors en septième et dernière position dans une course qui permet l'élection de Lorne Calvert.
Le 15 août 2021, il annonce sa démission de la législature provinciale pour se présenter comme candidat libéral dans le circonscription fédérale de Desnethé—Missinippi—Rivière Churchill pour le scrutin de septembre 2021. Il est défait par le conservateur Gary Vidal.